# Walking Tall: The Payback
Walking Tall: The Payback (bra: Com as Próprias Mãos 2: O Troco; prt: Justiceiro Incorruptível 2) é um filme americano lançado em 2007, do gênero ação, dirigido por Tripp Reed.